# Lesdain (Nord)
Pour les articles homonymes, voir Lesdain.
Lesdain [ledɛ̃]  est une commune française située dans le département du Nord (59), en région Hauts-de-France.

## Histoire
Habité dès l'époque gallo-romaine (découverte de deux tombeaux), le lieu est cité dès 1023 sous le nom de Lesden.
Son nom vient probablement d'une rivière (Laid, Lede, Leit, dans les anciennes langues du Nord, signifiant conduit d'eau), qui prend sa source au centre du village et finit dans l'Escaut à Crèvecœur-sur-l'Escaut.
Au XIe siècle Lesdain était une dépendance de Vincy, qui n'est plus de nos jours qu'un lieu-dit dépendant de Crévecœur.
On pense que la terre de Lesdain a été un des apanages de la maison de Crèvecœur dont des descendants portèrent le nom. En 1096, Arnould de Lesdain fait partie des chevaliers qui se trouvèrent au tournoi d'Anchin et Gilles de Lesdain fut chevalier croisé en Terre-Sainte.
Par alliances la terre de Lesdain passa vers 1314 de la famille de Lesdain à la famille d'Haucourt puis en 1475 à la famille de Lannoy puis plus tard à la famille de Horne (le prince de Horne en est seigneur en 1789) et au prince de Salm-Kyrbourg qui la vendit en 1785 pour 250.000 livres à Léopold Bouly, secrétaire du roi au grand collège en 1787, qui en prit le nom ainsi que ses descendants.

## Géographie

### Communes limitrophes

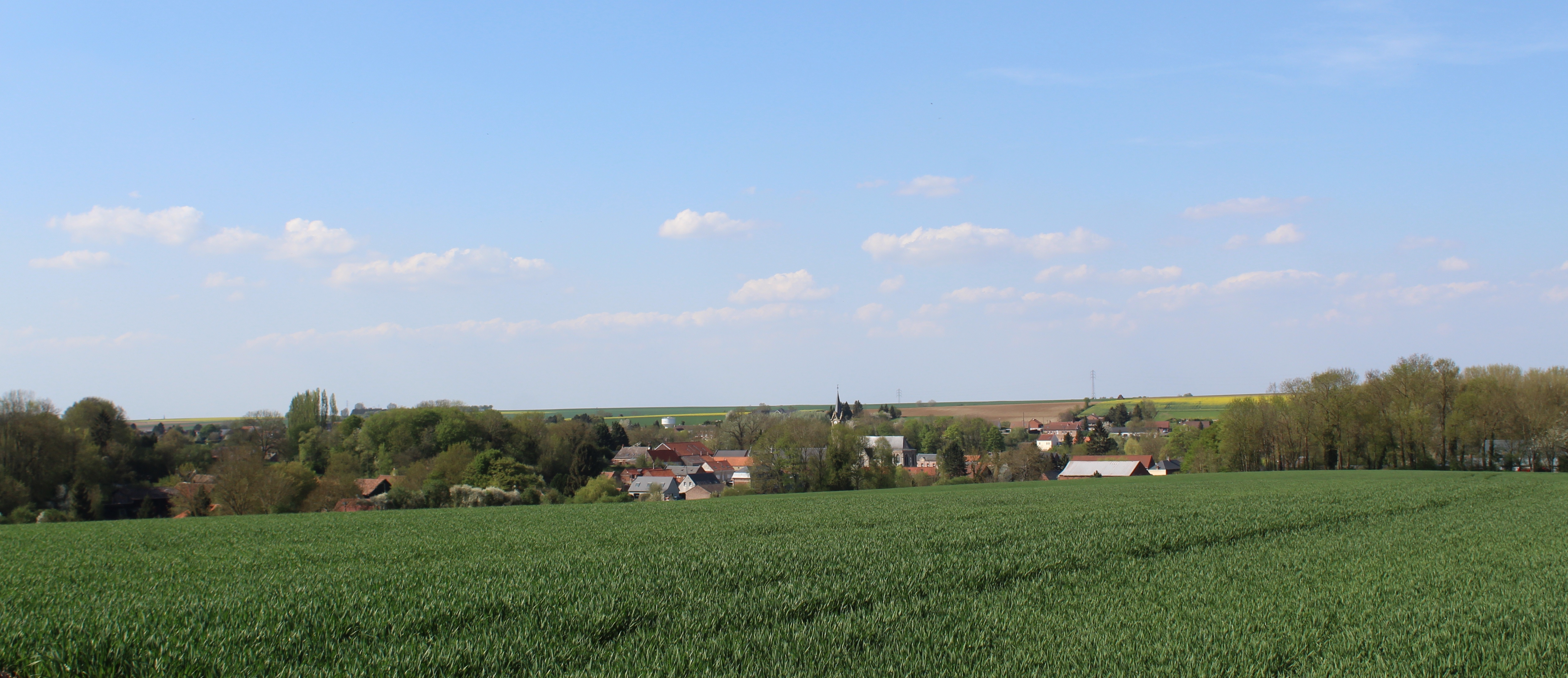
Panorama du village.

|                        | Séranvillers-Forenville |       |
| Crèvecœur-sur-l'Escaut | Lesdain                 | Esnes |
|                        |                         |       |

### Hydrographie

#### Réseau hydrographique
La commune est située dans le bassin Artois-Picardie. Elle est drainée par le Torrent d'Esnes et le Riot Chantrain,,.
Le Torrent d'Esnes, d'une longueur de 19 km, prend sa source dans la commune de Bertry et se jette  dans la rivière Escaut à Crèvecœur-sur-l'Escaut, après avoir traversé neuf communes. 

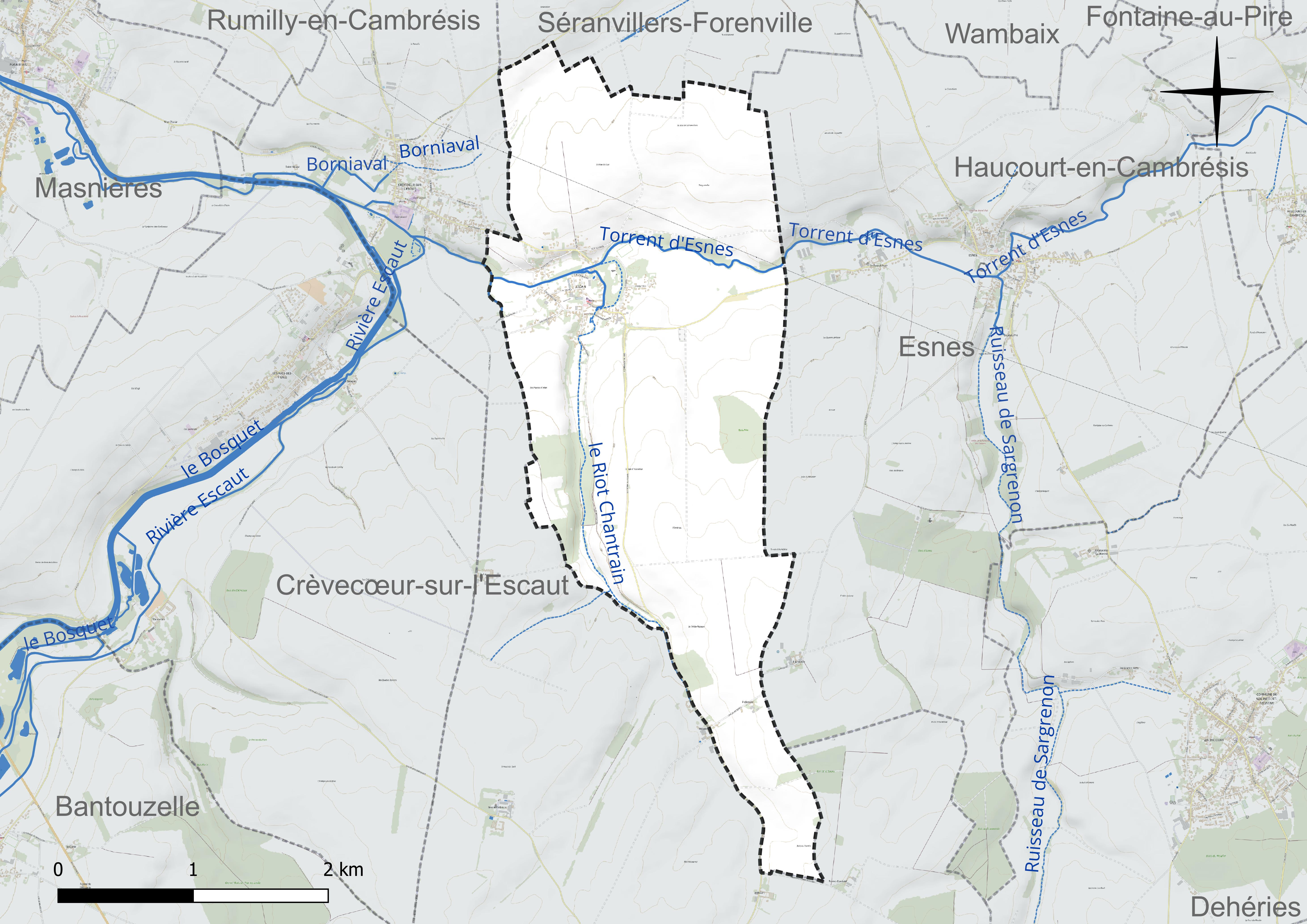
Réseau hydrographique de Lesdain.

#### Gestion et qualité des eaux
Le territoire communal est couvert par le schéma d'aménagement et de gestion des eaux (SAGE) « Escaut ». Ce document de planification concerne un territoire de 2 005 km2 de superficie, délimité par le bassin versant de l'Escaut. Le périmètre a été arrêté le 9 juin 2006 et le SAGE proprement dit a été approuvé le 13 juillet 2021. La structure porteuse de l'élaboration et de la mise en œuvre est le syndicat mixte Escaut et Affluents (SyMEA). 
La qualité des cours d'eau peut être consultée sur un site dédié géré par les agences de l'eau et l'Agence française pour la biodiversité. 

### Climat
Pour des articles plus généraux, voir Climat des Hauts-de-France et Climat du Nord.
En 2010, le climat de la commune est de type climat océanique dégradé des plaines du Centre et du Nord, selon une étude du CNRS s'appuyant sur une série de données couvrant la période 1971-2000. En 2020, Météo-France publie une typologie des climats de la France métropolitaine dans laquelle la commune est exposée à un climat océanique et est dans la région climatique  Nord-est du bassin Parisien, caractérisée par un ensoleillement médiocre, une pluviométrie moyenne régulièrement répartie au cours de l'année et un hiver froid (3 °C). 
Pour la période 1971-2000, la température annuelle moyenne est de 10,2 °C, avec une amplitude thermique annuelle de 15,4 °C. Le cumul annuel moyen de précipitations est de 700 mm, avec 12,7 jours de précipitations en janvier et 8,9 jours en juillet. Pour la période 1991-2020, la température moyenne annuelle observée sur la station météorologique la plus proche, située sur la commune d'Épehy à 14 km à vol d'oiseau, est de 10,6 °C et le cumul annuel moyen de précipitations est de 752,8 mm,. Pour l'avenir, les paramètres climatiques de la commune estimés pour 2050 selon différents scénarios d'émission de gaz à effet de serre sont consultables sur un site dédié publié par Météo-France en novembre 2022.

## Urbanisme

### Typologie
Au 1er janvier 2024, Lesdain est catégorisée commune rurale à habitat dispersé, selon la nouvelle grille communale de densité à sept niveaux définie par l'Insee en 2022.
Elle est située hors unité urbaine. Par ailleurs la commune fait partie de l'aire d'attraction de Cambrai, dont elle est une commune de la couronne,. Cette aire, qui regroupe 64 communes, est catégorisée dans les aires de 50 000 à moins de 200 000 habitants,.

### Occupation des sols
L'occupation des sols de la commune, telle qu'elle ressort de la base de données européenne d'occupation biophysique des sols Corine Land Cover (CLC), est marquée par l'importance des territoires agricoles (95,6 % en 2018), en diminution par rapport à 1990 (96,5 %). La répartition détaillée en 2018 est la suivante : 
terres arables (90,2 %), prairies (5,5 %), zones urbanisées (4,4 %). L'évolution de l'occupation des sols de la commune et de ses infrastructures peut être observée sur les différentes représentations cartographiques du territoire : la carte de Cassini (XVIIIe siècle), la carte d'état-major (1820-1866) et les cartes ou photos aériennes de l'IGN pour la période actuelle (1950 à aujourd'hui).

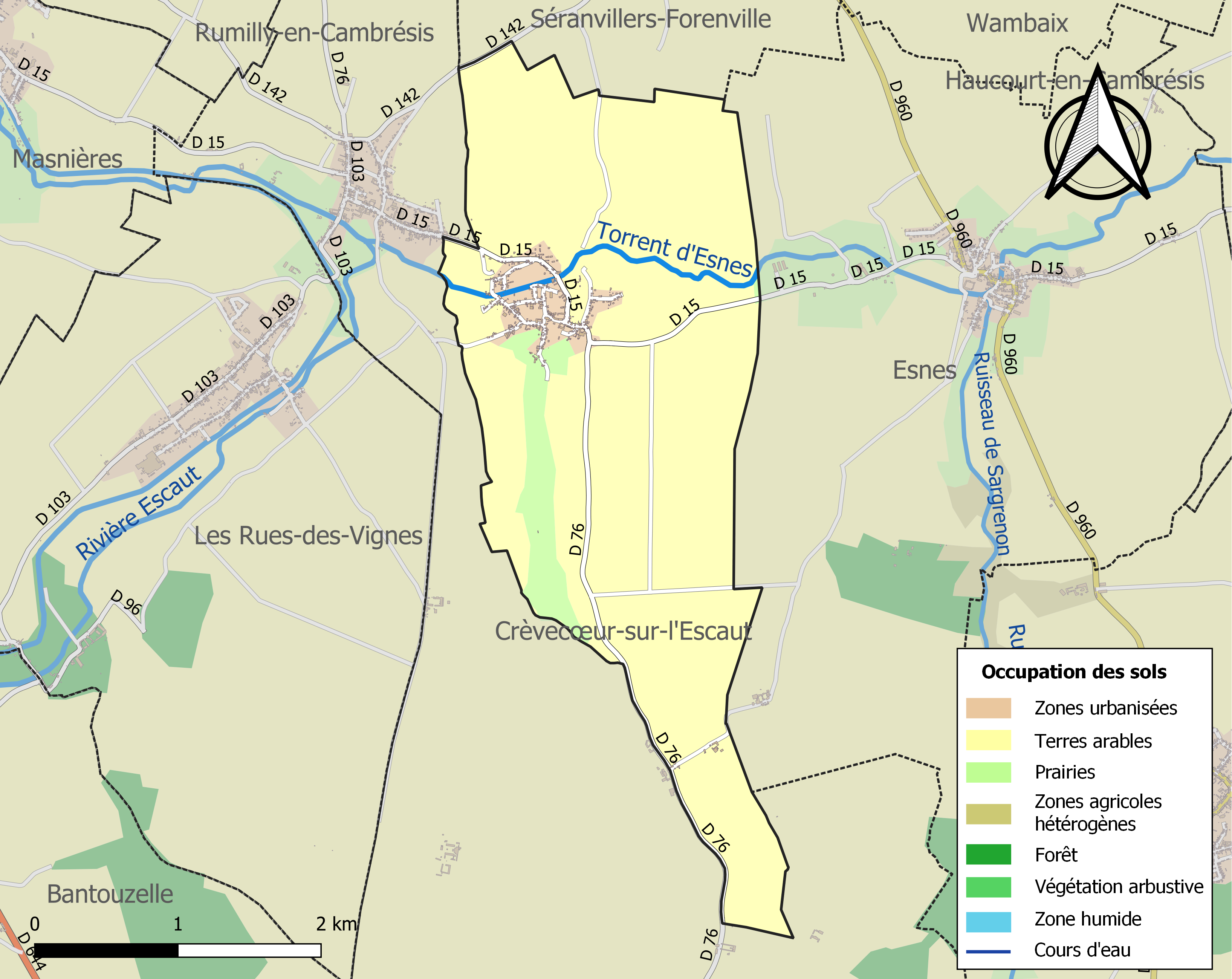
Carte des infrastructures et de l'occupation des sols de la commune en 2018 (CLC).

### Voies de communication et transports
La commune est desservie par le réseau de transports urbains de la Communauté d'agglomération de Cambrai appelé TUC (Transports Urbains du Cambrésis), par la ligne 13,. La ligne S110 permet de rejoindre le collège de secteur à Masnières.

## Héraldique
|  | Les armes de Lesdain se blasonnent ainsi : "D'or à trois chevrons de gueules." |

## Politique et administration
Maire en 1802-1803 : Thomas Segard.

Maire en 1807 : Lefebvre.
| Période                                  | Période                    | Identité              | Étiquette | Qualité |
| ---------------------------------------- | -------------------------- | --------------------- | --------- | ------- |
| Les données manquantes sont à compléter. |                            |                       |           |         |
| avant 1995                               | mars 2014                  | Jean-François Plateau | PS        |         |
| Mars 2014                                | En cours (au 3 avril 2014) | Geneviève Gautier     |           |         |

## Population et société

### Démographie

#### Évolution démographique
L'évolution du nombre d'habitants est connue à travers les recensements de la population effectués dans la commune depuis 1793. Pour les communes de moins de 10 000 habitants, une enquête de recensement portant sur toute la population est réalisée tous les cinq ans, les populations de référence des années intermédiaires étant quant à elles estimées par interpolation ou extrapolation. Pour la commune, le premier recensement exhaustif entrant dans le cadre du nouveau dispositif a été réalisé en 2004.

En 2022, la commune comptait 448 habitants, en évolution de +9,8 % par rapport à 2016 (Nord : +0,51 %, France hors Mayotte : +2,11 %).
| 1793 | 1800 | 1806 | 1821 | 1831 | 1836 | 1841  | 1846  | 1851 |
| ---- | ---- | ---- | ---- | ---- | ---- | ----- | ----- | ---- |
| 791  | 722  | 774  | 801  | 953  | 964  | 1 070 | 1 047 | 969  |

| 1856  | 1861  | 1866  | 1872  | 1876  | 1881  | 1886  | 1891  | 1896 |
| ----- | ----- | ----- | ----- | ----- | ----- | ----- | ----- | ---- |
| 1 012 | 1 071 | 1 120 | 1 145 | 1 181 | 1 115 | 1 072 | 1 068 | 991  |

| 1901 | 1906 | 1911 | 1921 | 1926 | 1931 | 1936 | 1946 | 1954 |
| ---- | ---- | ---- | ---- | ---- | ---- | ---- | ---- | ---- |
| 963  | 906  | 815  | 645  | 606  | 552  | 519  | 488  | 480  |

| 1962 | 1968 | 1975 | 1982 | 1990 | 1999 | 2004 | 2006 | 2009 |
| ---- | ---- | ---- | ---- | ---- | ---- | ---- | ---- | ---- |
| 450  | 440  | 426  | 448  | 437  | 422  | 405  | 390  | 409  |

| 2014 | 2019 | 2022 | - | - | - | - | - | - |
| ---- | ---- | ---- | - | - | - | - | - | - |
| 413  | 435  | 448  | - | - | - | - | - | - |

#### Pyramide des âges
La population de la commune est relativement jeune.
En 2018, le taux de personnes d'un âge inférieur à 30 ans s'élève à 31,7 %, soit en dessous de la moyenne départementale (39,5 %). À l'inverse, le taux de personnes d'âge supérieur à 60 ans est de 24,9 % la même année, alors qu'il est de 22,5 % au niveau départemental.
En 2018, la commune comptait 204 hommes pour 222 femmes, soit un taux de 52,11 % de femmes, légèrement supérieur au taux départemental (51,77 %).
Les pyramides des âges de la commune et du département s'établissent comme suit.
| Hommes | Classe d’âge | Femmes |
| ------ | ------------ | ------ |
| 1,0    | 90 ou +      | 2,2    |
| 5,3    | 75-89 ans    | 9,3    |
| 15,4   | 60-74 ans    | 16,3   |
| 28,8   | 45-59 ans    | 19,4   |
| 20,2   | 30-44 ans    | 18,9   |
| 10,1   | 15-29 ans    | 10,6   |
| 19,2   | 0-14 ans     | 23,3   |

| Hommes | Classe d’âge | Femmes |
| ------ | ------------ | ------ |
| 0,5    | 90 ou +      | 1,4    |
| 5,3    | 75-89 ans    | 8,1    |
| 14,8   | 60-74 ans    | 16,2   |
| 19,1   | 45-59 ans    | 18,4   |
| 19,5   | 30-44 ans    | 18,7   |
| 20,7   | 15-29 ans    | 19,1   |
| 20,2   | 0-14 ans     | 18     |

## Lieux et monuments
- Château de Lesdain

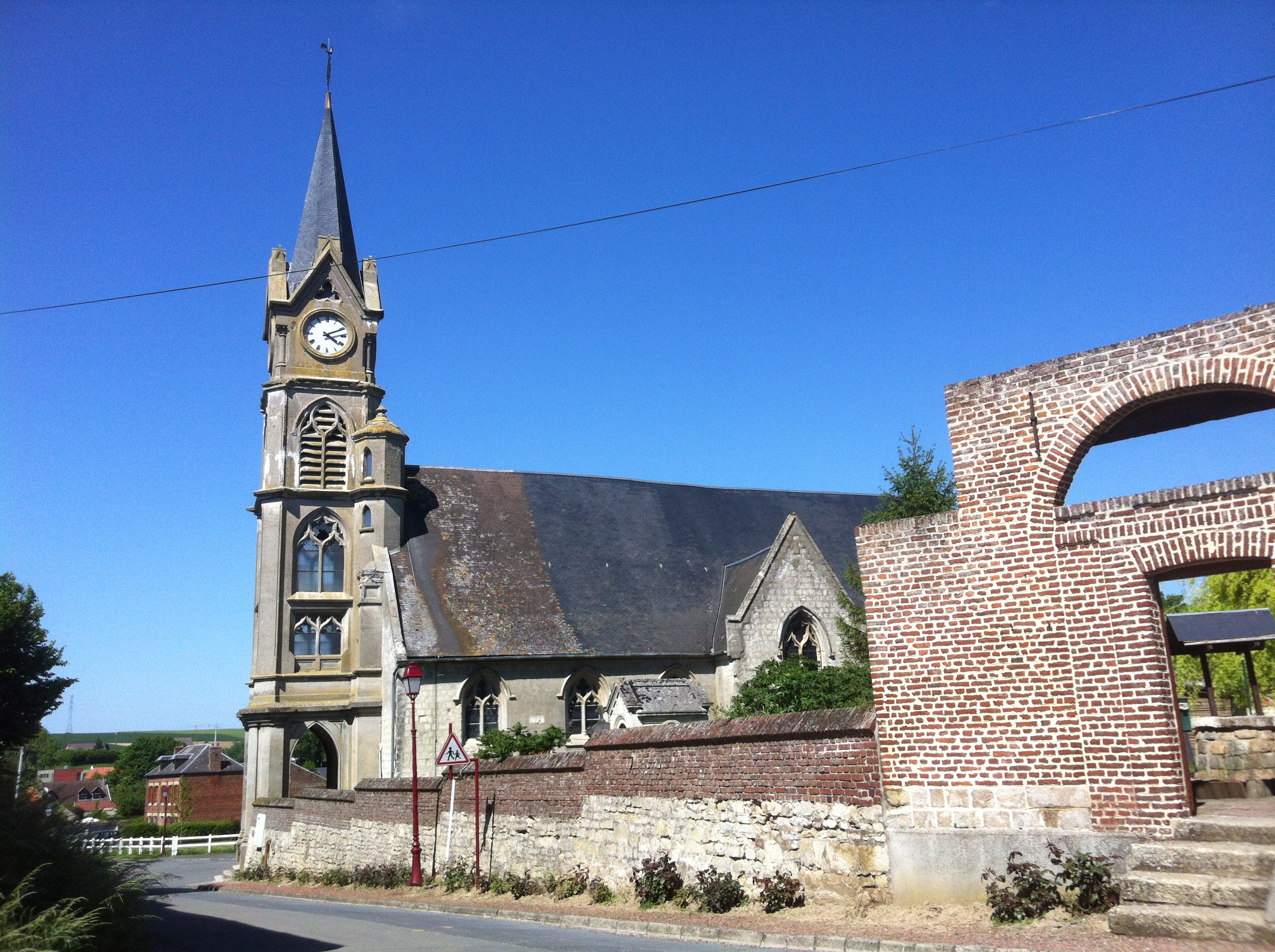
Église de la Nativité-de-la-Vierge.

- L'église de la Nativité-de-la-Vierge

## Personnalités liées à la commune
- Joseph Charlemont, né à Lesdain le 12 avril 1839, réputé pour avoir codifié la boxe française.

## Pour approfondir